# Luis Sharpe
Luis Sharpe (La Habana, Cuba; 16 de junio de 1960 – 11 de julio de 2025) fue un jugador cubano de fútbol americano que jugó doce temporadas en la NFL en la posición de tackle ofensivo con los Arizona Cardinals con tres apariciones en el Pro Bowl.

## Carrera
A nivel universitario jugó para los UCLA Bruins y en su año de novato en 1978 fue seleccionado en el equipo de novatos de la temporada, uno de tres jugadores de la universidad en tener ese logro. Abandonó la universidad en 1982 cuando le faltaban 16 créditos para obtener el título de ciencias policiales, nunca se graduó.
Sharpe fue seleccionado en la posición 16 global por los Cardinals en el Draft de la NFL de 1982, Jugó con el equipo en 12 temporadas, y a la mitad del año de 1985 jugó con los Memphis Showboats de la USFL hasta su retiro como profesional en 1994. Participó en tres ediciones del Pro Bowl de 1987 a 1989, fue seleccionado en el segundo equipo All-Pro en 1990, jugó 189 partidos como titular donde recuperó seis fumbles.

## Vida personal y muerte
Sharpe llegó a la ciudad de Detroit con su familia a los seis años. Batalló con el consumo de sustancias durante su carrera en la NFL y aún también cuando se retiró. Fue sentenciado a prisión después de su carrera en el fútbol americano, antes de estar limpio durante los últimos ocho años de su vida..
El 11 de julio de 2025 Sharpe murió de un ataque cardíaco a los 65 años.